# Strmec, Podklošter
Strmec (nemško Krainberg) je naselje v Občini Podklošter v Okraju Beljak-dežela na Koroškem v Avstriji.